# Skoki do wody na Letnich Igrzyskach Olimpijskich 2020 – wieża 10 m synchronicznie mężczyzn
Konkurs skoków synchronicznych do wody z wieży 10 m mężczyzn podczas Letnich Igrzysk Olimpijskich 2020 w Tokio. Konkurs został wstrzymany ze względu na pandemię Covid-19 i odbył się 26 lipca 2021 w Tokyo Aquatics Centre. Zwyciężyła para z Wielkiej Brytanii Tom Daley i Matty Lee.

## Format
Każda para wykonuje 6 skoków które są oceniane przez 9 sędziów z których 4 ocenia zawodników a pięciu ocenia synchronizację skoków.
Do końcowej oceny brane są pod uwagę środkowe oceny każdego z zawodników oraz trzy środkowe oceny synchronizacji. Z pięciu ocen wyliczana jest średnia, która mnożona jest przez 3 a następnie mnożona przez współczynnik trudności.

## Wyniki
| Pozycja | Reprezentacja               | Zawodnik                               | Finał  | Finał  | Finał  | Finał  | Finał  | Finał  | Suma punktów |
| Pozycja | Reprezentacja               | Zawodnik                               | Skok 1 | Skok 2 | Skok 3 | Skok 4 | Skok 5 | Skok 6 | Suma punktów |
| ------- | --------------------------- | -------------------------------------- | ------ | ------ | ------ | ------ | ------ | ------ | ------------ |
| złoto   | Wielka Brytania             | Tom Daley Matty Lee                    | 52,80  | 54,60  | 79,68  | 93,96  | 89,76  | 101,01 | 471,81       |
| srebro  | Chiny                       | Cao Yuan Chen Aisen                    | 54,00  | 57,60  | 90,78  | 73,44  | 93,24  | 101,52 | 470,58       |
| brąz    | Rosyjski Komitet Olimpijski | Aleksandr Bondar Wiktor Minibajew      | 52,80  | 51,60  | 78,54  | 89,64  | 77,70  | 89,64  | 439,92       |
| 4.      | Meksyk                      | José Balleza Kevin Berlín              | 50,40  | 50,40  | 76,80  | 75,48  | 72,15  | 82,08  | 407,31       |
| 5.      | Kanada                      | Vincent Riendeau Nathan Zsombor-Murray | 52,20  | 52,80  | 74,88  | 79,20  | 65,28  | 80,64  | 405,00       |
| 6.      | Ukraina                     | Ołeh Serbin Ołeksij Sereda             | 47,40  | 49,20  | 80,64  | 79,20  | 72,00  | 72,00  | 400,44       |
| 7.      | Korea Południowa            | Kim Yeong-nam Woo Ha-ram               | 48,60  | 42,60  | 73,92  | 73,44  | 82,08  | 75,48  | 396,12       |
| 8.      | Japonia                     | Hiroki Itō Kazuki Murakami             | 51,00  | 52,20  | 72,00  | 65,70  | 59,40  | 76,80  | 377,10       |